# 波行天下
《波行天下：从神经脉冲到登月计划》（英語：The Wavewatcher's Companion）是英国作家加文·普雷托尔-平尼2010年创作的一本科普作品，获2011年的英国皇家学会科学图书奖。科普作家詹妮弗·奥雷特评论此书为“采用了一种健谈的对话语气，通过现实世界的例子、异想天开的旁白、个人轶事和创造性的类比来解释他的主题”。